# ريتشارد هيرن
ريتشارد هيرن هو مهندس كندي، ولد في 18 مايو 1890 في تورونتو في كندا، وتوفي بنفس المكان في 24 مايو 1987.